# Sellette (Beaux-arts)
Pour les articles homonymes, voir Sellette.
 (mars 2024).
Si vous disposez d'ouvrages ou d'articles de référence ou si vous connaissez des sites web de qualité traitant du thème abordé ici, merci de compléter l'article en donnant les références utiles à sa vérifiabilité et en les liant à la section « Notes et références ».

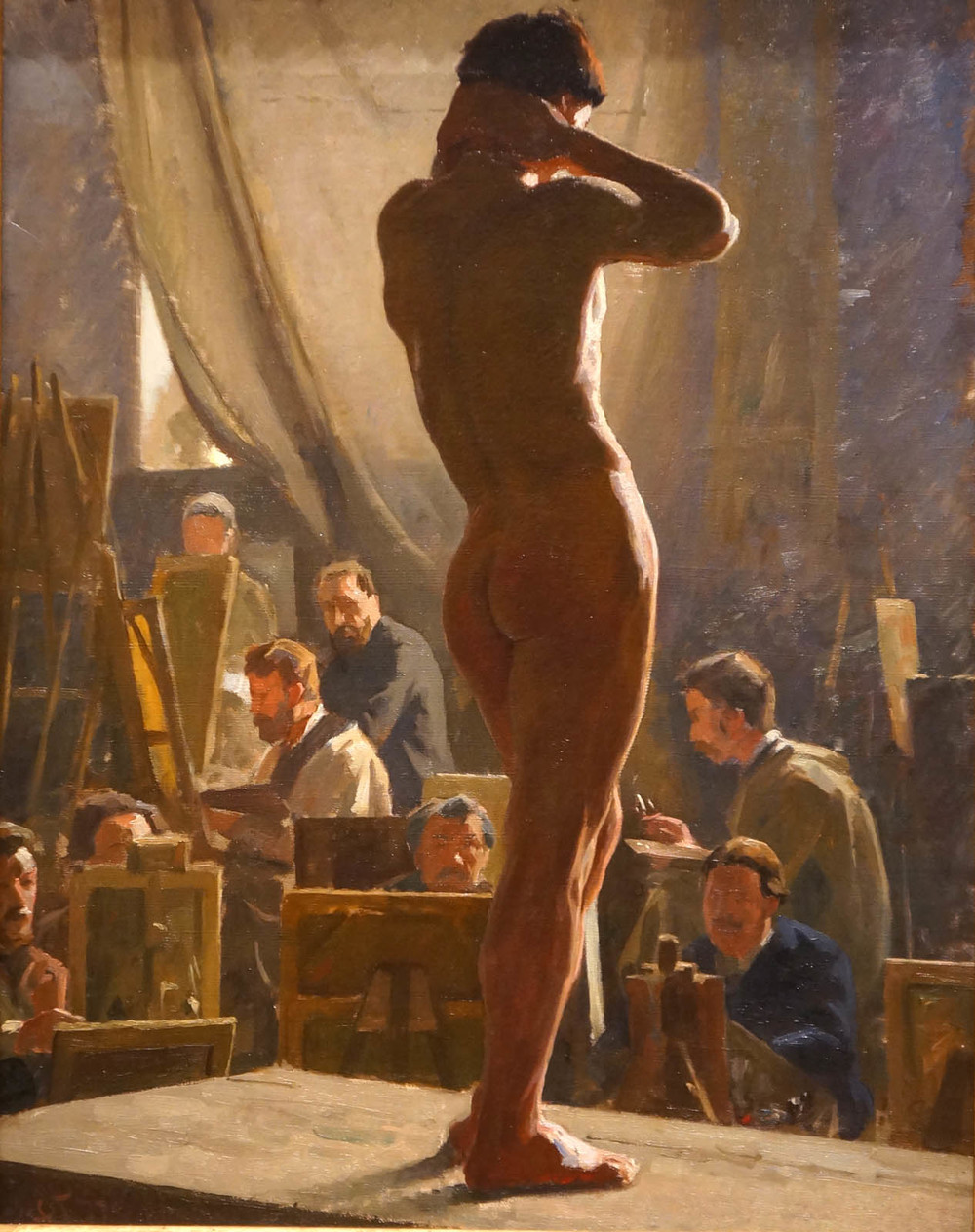
Un modèle sur une sellette lors d'un cours de peinture (tableau de Laurits Tuxen).

Dans le domaine des beaux-arts, une sellette est une estrade sur laquelle est placée le modèle vivant, lors de ses poses.
Généralement en bois pour des raisons d'hygiène, les sellettes peuvent être fixes pour le dessin, peinture et autre représentation plate, mais sont rotatives pour le travail de sculpture. Cela permet de faire tourner la sellette en même temps que l'œuvre sur son support de travail, la tournette  ou éventuellement la selle.
Le modèle y pose généralement une serviette de bain ou un tissu afin d'éviter tout contact direct lorsqu'il est nu. Le modèle peut y être seul ou à plusieurs, avec des objets.
Les objets les plus courants avec le modèle sont les chaises et les longs bâtons pouvant simuler toute forme d'objet tenu à la main, permettant ainsi de multiplier le jeu des poses.